# 山田なづ
山田 なづ（やまだ なづ、2000年 - ）は、沖縄県出身のR&Bシンガー。

## ディスコグラフィ
- My Heartbeat (Belongs To You)
- OCEAN feat. Naz
- Clear Skies（『JUQCY』収録曲）